# سیارک ۱۵۹۱
سیارک ۱۵۹۱ (به انگلیسی: 1591 Baize، نامگذاری:1951KA) هزار و پانصد و نود و یکمین سیارک کشف شده‌است که در ۳۱ مه ۱۹۵۱ کشف شد.
قدر مطلق سیارک برابر ۱۱٫۷۰ است.